# USS Design (AM-219)
USS Design (AM-219) – trałowiec typu Admirable służący w United States Navy w czasie II wojny światowej. Służył na Pacyfiku.
Okręt został zwodowany 6 lutego 1944 w stoczni Tampa Shipbuilding Co. w Tampa, matką chrzestną była B. L. Gould. Jednostka weszła do służby 29 czerwca 1944, pierwszym dowódcą został por. L. A. Young, USNR.
Brał udział w działaniach II wojny światowej. Oczyszczał z min wody Dalekiego Wschodu po wojnie.

## Odznaczenia
„Design” otrzymał 3 battle star za służbę w czasie II wojny światowej.